# Liste der Baudenkmäler in Gerhardshofen
Auf dieser Seite sind die Baudenkmäler in der mittelfränkischen Gemeinde Gerhardshofen zusammengestellt. Diese Tabelle ist eine Teilliste der Liste der Baudenkmäler in Bayern. Grundlage ist die Bayerische Denkmalliste, die auf Basis des Bayerischen Denkmalschutzgesetzes vom 1. Oktober 1973 erstmals erstellt wurde und seither durch das Bayerische Landesamt für Denkmalpflege geführt wird. Die folgenden Angaben ersetzen nicht die rechtsverbindliche Auskunft der Denkmalschutzbehörde.
 Diese Liste gibt den Fortschreibungsstand vom 15. April 2021 wieder und enthält 11 Baudenkmäler.

## Baudenkmäler nach Gemeindeteilen

### Gerhardshofen
| Lage                      | Objekt                                        | Beschreibung | Akten-Nr.             | Bild           |
| ------------------------- | --------------------------------------------- | --- | --------------------- | -------------- |
| Hauptstraße 24 (Standort) | Ausleger                                      | Wirtshausausleger mit bemaltem Blechschild, Metall, bezeichnet mit "1885"                                                             | D-5-75-125-1 Wikidata | weitere Bilder |
| Pfarrhof 3 (Standort)     | Evangelisch-lutherische Pfarrkirche St. Peter | Turm Ende 15. Jahrhundert, Langhaus 1795; mit Ausstattung                                                                             | D-5-75-125-2 Wikidata | weitere Bilder |
| Ringstraße 13 (Standort)  | Wohnhaus                                      | Eingeschossiger Satteldachbau, Ostteil in Blockbauweise mit Fachwerkgiebel, um 1700, orthogonaler Anbau zweite Hälfte 19. Jahrhundert | D-5-75-125-3 Wikidata | weitere Bilder |

### Birnbaum
| Lage                   | Objekt                                | Beschreibung | Akten-Nr.             | Bild           |
| ---------------------- | ------------------------------------- | --- | --------------------- | -------------- |
| Birnbaum 6 (Standort)  | Ehemaliges Schloss                    | ab 1785 Mineralfarbenfabrik, ab 1894 Bäckerei, später auch Agrarhandel (Lager), Vierflügelanlage um Innenhof, zweigeschossige Satteldachbauten mit Fachwerkobergeschoss auf Sandsteinquadermauerwerk, nördlicher Ostflügel 1581 (dendrochronologisch datiert und bezeichnet), Nord-und Westflügel 1605 (dendrochronologisch datiert), Südflügel, südlicher Ostflügel, oktogonaler Treppenturm und Eckturm mit Glockenhaube 1613 (dendrochronologisch datiert und bezeichnet), Umbauten um 1750 und 1. Hälfte 19. Jh., Südflügel und Nordteile von Ost- und Westflügel modern verändert | D-5-75-125-5 Wikidata | weitere Bilder |
| Birnbaum 3 (Standort)  | Schlossökonomie: Wohnstallhaus        | Eingeschossiger lang gestreckter Satteldachbau mit östlichen Krüppelwalm, Steinquader- und Fachwerkbau, 18. Jh. | D-5-75-125-5 Wikidata | BW             |
| Birnbaum 3 (Standort)  | Schlossökonomie: Scheune              | Fachwerkbau mit Satteldach, 18./19. Jh. | D-5-75-125-5 Wikidata | BW             |
| Birnbaum 7 (Standort)  | Ehemaliges Gasthaus zum Alten Schloss | Eingeschossiger Satteldachbau mit Giebelschopf, Eckquaderung und Fachwerkgiebel, vorgelagerter Kellereingang aus Steinquadern mit Satteldach, 16./17. Jh. | D-5-75-125-6 Wikidata | weitere Bilder |
| Birnbaum 83 (Standort) | Keller unter heutigem Schützenhaus    | Bruchsteinmauerwerk mit Rundbogentor, bezeichnet mit „1585“ | D-5-75-125-8 Wikidata | BW             |

### Forst
| Lage               | Objekt                                             | Beschreibung | Akten-Nr.             | Bild           |
| ------------------ | -------------------------------------------------- | --- | --------------------- | -------------- |
| Forst 2 (Standort) | Evangelisch-lutherische Filialkirche St. Katharina | Chorturmkirche, Langhaus mit Mansarddach, quadratischer Sandsteinquaderturm mit Gurtgesimsen, Läutgeschoss 1827/28, im Kern 2. Hälfte 14. Jh., wiederhergestellt nach Zerstörung 1634, Sakristeianbau, Fachwerk mit Walmdach, später; mit Ausstattung | D-5-75-125-9 Wikidata | weitere Bilder |
| Forst 2 (Standort) | Kirchhofmauer                                      | Bruchsteinmauerwerk, 17./18. Jh. | D-5-75-125-9 Wikidata | BW             |

### Kästel
| Lage                 | Objekt                                             | Beschreibung | Akten-Nr.              | Bild           |
| -------------------- | -------------------------------------------------- | --- | ---------------------- | -------------- |
| Kästel 19 (Standort) | Evangelisch-lutherische Filialkirche St. Mauritius | Chorturmkirche, Sandsteinquaderbau, Langhaus mit Satteldach und viergeschossiger Turm mit Pyramidendach, um 1300, ergänzt um 1500, zurückgesetztes Läutgeschoss, 1762; mit Ausstattung | D-5-75-125-10 Wikidata | weitere Bilder |
| Kästel 19 (Standort) | Kirchhofmauer                                      | Bruchsteinmauerwerk mit größeren unregelmäßigen Sandsteinquadern, wohl noch mittelalterlich, nördlich regelmäßigeres Mauerwerk, jünger                                                 | D-5-75-125-10 Wikidata | BW             |
| Kästel 19 (Standort) | Pumpbrunnen                                        | Gusseiserne Schwengelpumpe und Auffangschale, wohl 1. Viertel 20. Jh. | D-5-75-125-10 Wikidata | BW             |

### Rappoldshofen
| Lage                        | Objekt        | Beschreibung | Akten-Nr.              | Bild |
| --------------------------- | ------------- | --- | ---------------------- | ---- |
| Rappoldshofen 12 (Standort) | Wohnstallhaus | Zweigeschossiger Krüppelwalmdachbau mit Ecklisenen, bandförmigen Gurtgesimsen und Zahnschnitt im Traufgesims, bezeichnet „1836“ | D-5-75-125-11 Wikidata | BW   |

### Willmersbach
| Lage                   | Objekt                    | Beschreibung | Akten-Nr.              | Bild |
| ---------------------- | ------------------------- | --- | ---------------------- | ---- |
| Schloßweg 1 (Standort) | Sogenanntes Altes Schloss | zweigeschossiger Schopfwalmdachbau, Bruchstein, Obergeschoss Steinquader, 18. Jh., Aufstockung bezeichnet „1856“, Dachreiter 1940 | D-5-75-125-12 Wikidata | BW   |